# Енбек (Есильский район)
Енбек (каз. Еңбек) — село в Есильском районе Северо-Казахстанской области Казахстана. Входит в состав Покровского сельского округа. Код КАТО — 594255200.

## Население
В 1999 году население села составляло 301 человек (151 мужчина и 150 женщин). По данным переписи 2009 года, в селе проживало 205 человек (99 мужчин и 106 женщин).

## Известные уроженцы
Мустафин, Бахыт Муталлапович (1937-2006) - писатель и журналист.